# Distocambarus crockeri
Distocambarus crockeri är en kräftdjursart som beskrevs av Hobbs och Carlson 1983. Distocambarus crockeri ingår i släktet Distocambarus och familjen Cambaridae. IUCN kategoriserar arten globalt som otillräckligt studerad. Inga underarter finns listade i Catalogue of Life.